# Посёлок дома отдыха «Огарёво»
Дома отдыха «Огарёво» — посёлок сельского типа в Одинцовском районе Московской области, входит в состав сельского поселения Барвихинское. Население — 233 чел. (2010).
Посёлок расположен между Ново-Огарёво, с севера и запада и селом Усово с юга, в 400 м от Москвы-реки, высота центра над уровнем моря 158 м. Огарёво основано в последней четверти XIX века, когда Удельным ведомством тут была создана образцовая хозяйственная ферма. В дальнейшем местное население обслуживало расположенные по соседству правительственные резиденции.

## Население
| 2002 | 2006 | 2010 |
| ---- | ---- | ---- |
| 317  | →317 | ↘233 |